# Lespesia teixeirai
Lespesia teixeirai är en tvåvingeart som beskrevs av Guimaraes 1983. Lespesia teixeirai ingår i släktet Lespesia och familjen parasitflugor. Inga underarter finns listade i Catalogue of Life.